# Simaoa yaojia
Simaoa yaojia là một loài nhện trong họ Mysmenidae.
Loài này thuộc chi Simaoa. Simaoa yaojia được miêu tả năm 2009 bởi Miller, Griswold & Yin.